# 韋爾茨巴赫河 (美因河支流)
49°58′5.74″N 9°6′20.9″E / 49.9682611°N 9.105806°E

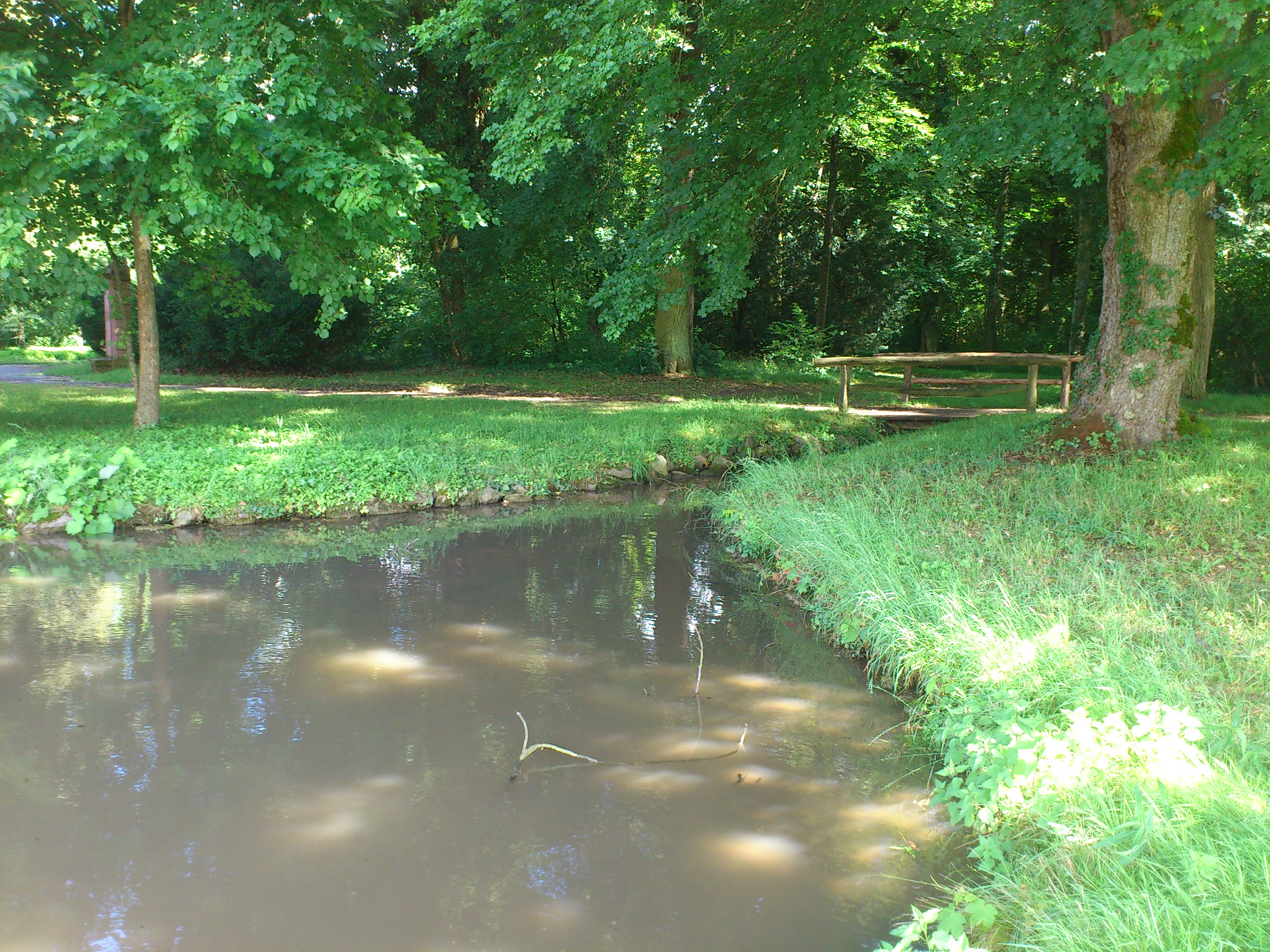

韋爾茨巴赫河是德國的河流，位於該國東南部，由巴伐利亞負責管轄，屬於美因河的支流，河道全長16.3公里，流域面積61.5平方公里。